# Hans-Joachim Hartnick
Hans-Joachim Hartnick, född den 12 januari 1955 i Brandenburg, Tyskland, är en östtysk tävlingscyklist som tog OS-silver i lagtempoloppet vid olympiska sommarspelen 1980 i Moskva. 